# Cercopes
Pour les personnages homonymes de la mythologie grecque, voir Acmon. Pour l'insecte, voir Cercopoidea.

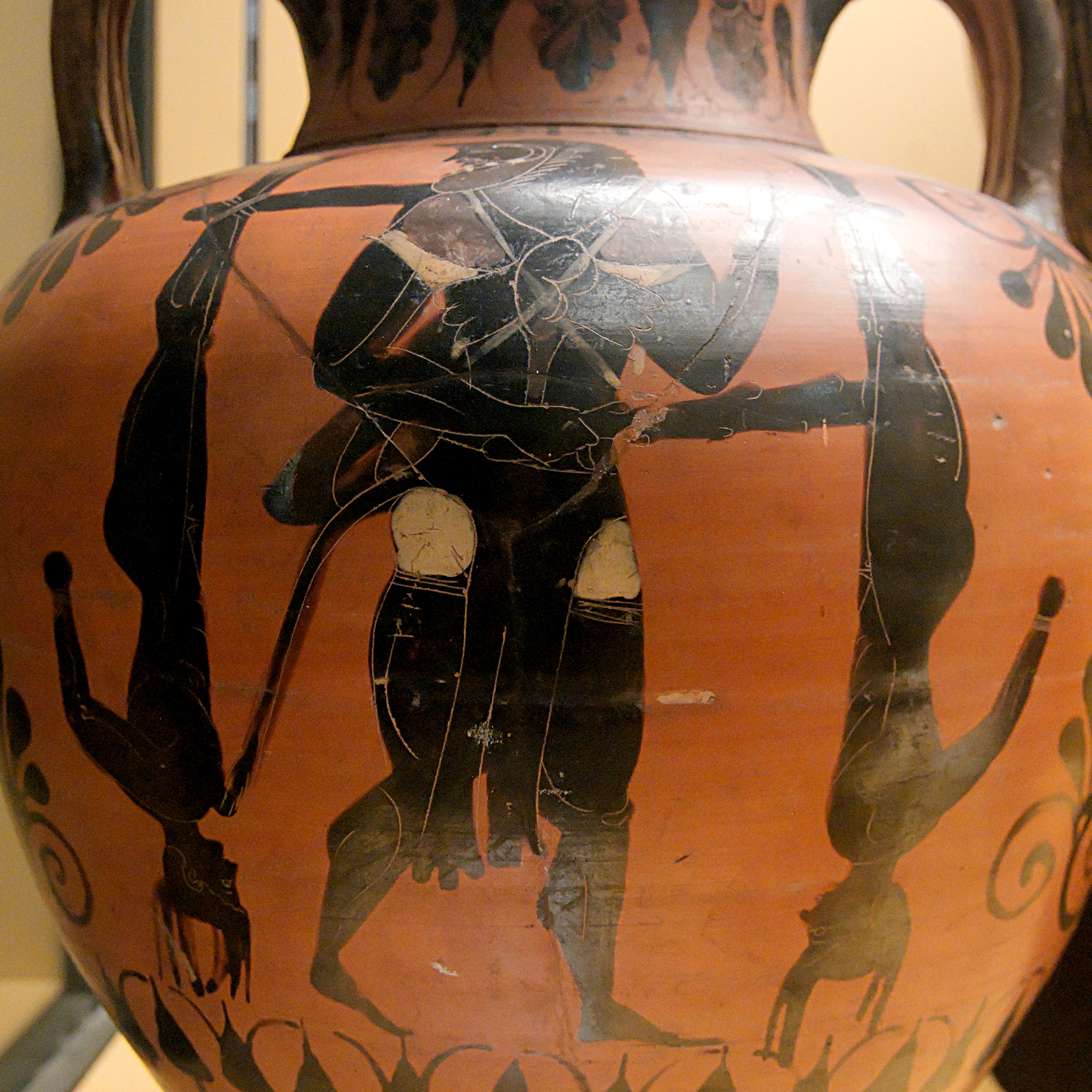
Héraclès transportant les Cercopes attachés à un bâton, amphore attique à figures noires, -530--500, Musée archéologique national de Madrid

Dans la mythologie grecque, les Cercopes (en grec ancien Κέρκωπες / Kérkôpes sont Passalos et Acmon, deux fils d'Océan et de l'Océanide Théia. Leur capture est le troisième travail confié à Héraclès par la reine Omphale.

## Mythe

### Les Cercopes et Héraclès
Selon le récit rapporté par la Souda et le pseudo-Nonnos, les Cercopes tentent de dérober les armes d'Héraclès pendant que celui-ci est en train de dormir. Le héros les capture et les pend par les chevilles. La tête à l'envers, ils ont vue sur le postérieur découvert du héros, brûlé et noirci par ses combats : ils comprennent trop tard les propos de leur mère, qui les avait mis en garde contre Mélampygos, du grec ancien μελαμπῦγος « Aux fesses noires ».
Les Cercopes, se mettant à rire, plaisantent le héros sur cette particularité anatomique. Héraclès finit par rire lui-même et par les relâcher.

### Chez Ovide: la métamorphose en singes
Ovide en fait des habitants de l'île de Pithécusses (en Grande Grèce), métamorphosés en singes par Zeus pour leurs nombreux parjures.

## Postérité
La version d'Ovide a inspiré le zoologue moderne Carl Von Linné au XIXe siècle pour nommer le genre de singes Cercopithecus.